# Earl Doherty
Earl J. Doherty, född 1941, är en författare bosatt i Kanada där han avlagt en Bacherlor of Art-examen i antikens historia och klassiska språk. Han har inriktat sina studier på framför allt kristendomens uppkomst och Jesusgestalten, vilken han anser vara en rent mytisk gestalt. Doherty har bland annat utgivit böckerna The Jesus Puzzle (1999) och Jesus: Neither God Nor Man (2009).

## Dohertys syn på kristendomens uppkomst
Det centrala i Dohertys föreställning är hans beskrivning av Jesus som en mytisk person, konstruerad i antikens miljö och beskriven i Nya Testamentet. Doherty är således anhängare av den så kallade ahistoriska hypotesen, vilken även kallas mytteorin. Paulus brev och andra brev i Nya Testamentet är viktiga i Dohertys studier. Evangelierna tillkom enligt Doherty efter de paulinska breven. Han menar att kristendomen uppkom ur ett platonskt synsätt, med världen uppdelad i högre och lägre sfärer, samt enligt en judisk föreställning om en gudomlig Son (sedermera omnämnd Jesus Kristus, den smorde frälsaren) som likt Visheten (Sophia) är en emanation av Gud, som stiger ned för att förklara den komplicerade gudomen för mänskligheten. I en lägre sfär, köttets sfär (grekiska kata sarka, i eller enligt köttet), närmare jorden än de högre belägna gudomliga sfärerna, genomförde Jesus Kristus sitt blodsoffer (som Doherty menar beskrivs i Hebreerbrevet) och genomborrades av demonerna (grekiska  archontes, härskare och enligt Doherty åsyftande lägre andemakter), för att frälsa mänskligheten. Detta anser Doherty är det Paulus åsyftar då han talar om Jesu korsfästelse och död.
Doherty avvisar det fåtal ställen i de nytestamentliga breven där hänvisningar till historiska skeenden i Jesu liv till synes förekommer, såsom skrivna efter Paulus tid. Detta gäller exempelvis uppgiften att judarna dödade Jesus (1 Thess 2:14–15) som Doherty anser vara ett senare kristet tillägg till Första Thessalonikerbrevet, eller omnämnandet av Pontius Pilatus i Första Timotheosbrevet 6:13, där Doherty anser hela brevet vara tillkommet senare. Likaså anser Doherty att Jesusomnämnandena hos Josefus är senare gjorda kristna tillägg och att även omnämnandet av Kristus hos Tacitus kan vara senare tillägg, men att denne i vilket fall inte ger ett från kristna oberoende bevittnande av Jesus som historisk person. Då Paulus i första Korinthierbrevet talar om att Jesus visade sig (grek. opthe enligt Doherty, att bli synlig för, att uppenbara sig för, att bli sedd av) för Kefas med flera, menar Doherty att detta åsyftar andliga uppenbarelser av den gudomlige Kristus. Detta stöds, anser Doherty, bland annat av att Paulus själv räknas upp bland dem som Jesus visade sig för, trots att han normalt inte anses ha träffat Jesus medan denne var i livet. Den andlige Jesus som Paulus ska ha trott på, ska i senare föreställningar ha utvecklats till en historisk person, menar Doherty. Och hos bland andra Ignatios av Antiochia finner man ett mellanting, där alla legender ännu ej hunnit utvecklas..

## Publikationer
- Earl Doherty, “The Jesus Puzzle: Pieces in a Puzzle of Christian Origins”, Journal of Higher Criticism  4 (1997), s. 68–102.
- Earl Doherty, The Jesus Puzzle: Did Christianity Begin with a Mythical Christ? Challenging the Existence of an Historical Jesus (Ottawa: Canadian Humanist Pub., 1999; 2nd ed. Ottawa: Age of Reason, 2005), 380 sidor.
- Earl Doherty, Challenging the Verdict: A Cross-Examination of Lee Strobel’s “The Case for Christ” (Ottawa, Canada: Age of Reason Publications, 2001), 320 sidor.
- Earl Doherty, Jesus: Neither God Nor Man: The Case for a Mythical Jesus (Ottawa: Age of Reason, 2009), 802 sidor.
- Earl Doherty, The End of an Illusion: How Bart Ehrman’s “Did Jesus Exist?” Has Laid the Case for an Historical Jesus to Rest (Ottawa, Canada: Age of Reason Publications, 2012), 394 sidor.
- Earl Doherty, “Did the earliest Christians regard Jesus as ‘God’?”, ch. 5; “‘Mythicist Inventions’: Creating the Mythical Christ from the Pagan Mystery Cults”, ch. 6; “‘Key Data’ and the Crucified Messiah, ch. 15; “The Epistle to the Hebrews and Jesus Outside the Gospels”, ch. 18; “Ehrman’s Concluding Case Against Mythicism”, ch. 20 i Bart Ehrman and the Quest of the Historical Jesus of Nazareth: An Evaluation of Ehrman’s Did Jesus Exist?, eds. Frank R. Zindler & Robert M. Price (Cranford, New Jersey: American Atheists Press, 2013).